# Ядув
Ядув (пол. Jadów) — місто в Польщі, у гміні Ядув Воломінського повіту Мазовецького воєводства.
Населення — 1037 осіб (2011).
1 січня 2023 року набуло статусу міста.

## Демографія
Демографічна структура станом на 31 березня 2011 року:
|          | Загалом | Допрацездатний вік | Працездатний вік | Постпрацездатний вік |
| -------- | ------- | ------------------ | ---------------- | -------------------- |
| Чоловіки | 513     | 106                | 369              | 38                   |
| Жінки    | 524     | 98                 | 304              | 122                  |
| Разом    | 1037    | 204                | 673              | 160                  |